# 陳宗仁 (嘉靖進士)
陳宗仁（1509年—？），字仲居，号讷庵，山東萊州府平度州濰縣人，軍籍，明朝政治人物。

## 生平
嘉靖十三年（1534年）甲午科山東鄉試第二十八名舉人。嘉靖二十年（1541年）中式辛丑科會試第一百四十七名，登第三甲第八十一名進士。令山西洪洞县，兴立学校，革除陋规，理讼明决，莅任三载，行取御史，未遇缺，卒祀乡贤。

## 家族
曾祖陳剛；祖父陳通；父陳策，母張氏；繼母楊氏。具庆下。兄陳潭。